# یونس بن سلیمان
یونس بن سلیمان بن کُرد بن شهریار کُردی همچنین شهرت‌یافته به یونسِ کاتب (?-۷۵۲م) نویسنده و شاعر عرب سرا-اصالتاکرد اهل مدینه بود که به‌ویژه برای سرآمدی‌اش در موسیقی عربی شناخته شد. نزد ولید دوم گرامی داشته شد. ابوالفرج اصفهانی در الاغانی از آثار او سود جست.